# سجل الإقلاع الرئيسي

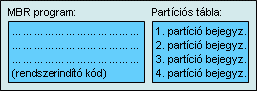

سجل الإقلاع الرئيسي (بالإنجليزية: master boot record (MBR)) هو أول قطاع على وحدات التخزين التي تم تقسيمها مسبقًا. ويحتوي على شفرة تقوم بتحديد مكان القسم النشط (Active partition) وباستدعاء سجل إقلاع القسم Volume Boot Record. إذن فالشيفرة الموجودة في هذا السجل هي القادرة على فهم تقسيمة القرص، يشار إلى الأكواد التي بداخل سجل الإقلاع الرئيسي بمحمل الإقلاع ، بالإضافة لوجود جدول صغير بأقسام القرص الصلب في نفس السجل.
سجل الإقلاع الرئيسي يعمل مع الأجهزة المتوافقة مع نظم اي بي ام وما وراءها.

## نظرة عامة
سجل الإقلاع الرئيسي ظهر رسميا في مارس 1983 مع دوس أجهزة أي بي ام IBM PC DOS 2.0 لدعم القرص الصلب بحجم 10 ميجا بايت، ثم مع الحاسوب الشخصي المسمى اكس تي من اي بي ام في عام 1982.
وهو يحتوي على 512 بايت أو أكثر موجودة في القطاع الأول.

### مكوناته
سجل الإقلاع الرئيسي يحتوي على واحدة أو أكثر من:
- جدول الأقسام للقرص الصلب وهو يصف أقسام وحدة التخزين.
- كود التمهيد Bootstrap cade: وهو خاص لتقديم التعليمات لتحديد القسم الخاص بالنظام، ثم يقوم بتحميل وتنفيذ ما بالسجل الخاص بإقلاع القسم VBR (Volume Boot Record) بشكل متسلسل.
- 32-bit disk signature .[2]
- 32-bit disk timestamp

### انتشاره
ونظراً للشعبية الواسعة للأجهزة المتوافقة مع الحاسوب نجد أن سجل الإقلاع الرئيسي واسع الاستخدام، لتستخدمها أنظمة التشغيل الأخرى.

## تقسيم القرص
اي بي ام قامت بانشاء الأمر الخدمي المشهور اف ديسك FDISK لتركيب وصيانة سجل الإقلاع الرئيسي.
عندما يتم تقسيم القرص بناء على المخطط اف ديسك أو غيره، فإن سجل الإقلاع الرئيسي يوضع فيه جدول التقسيم والذي يصف عديد من الأشياء منها بداية ونهاية كل قسم وحجم القسم والعديد من المواصفات الأخرى.
أما الأقسام نفسها فيمكن أن تحتوي أيضا على بيانات لوصف أكبر لمخططات التقسيم الأكثر تعقيدا مثل سجل الإقلاع الموسع Extended boot records (EBRs)، وتسميات القرص BSD disklabels، أو البيانات الوصفية لمدير القرص المنطقي Logical Disk Manager metadata.

| Address                    | Address                    | الوصف                      | الوصف                                    | المساحه بالبايت |
| Hex                        | Dec                        | الوصف                      | الوصف                                    | المساحه بالبايت |
| -------------------------- | -------------------------- | -------------------------- | ---------------------------------------- | --------------- |
| +000h                      | +0                         | Bootstrap code area        | Bootstrap code area                      | 446             |
| +1BEh                      | +446                       | Partition entry #1         | Partition table (for primary partitions) | 16              |
| +1CEh                      | +462                       | Partition entry #2         | Partition table (for primary partitions) | 16              |
| +1DEh                      | +478                       | Partition entry #3         | Partition table (for primary partitions) | 16              |
| +1EEh                      | +494                       | Partition entry #4         | Partition table (for primary partitions) | 16              |
| +1FEh                      | +510                       | 55h                        | Boot signature                           | 2               |
| +1FFh                      | +511                       | AAh                        | Boot signature                           | 2               |
| Total size: 446 + 4*16 + 2 | Total size: 446 + 4*16 + 2 | Total size: 446 + 4*16 + 2 | Total size: 446 + 4*16 + 2               | 512             |

| Address                                  | Address                                  | الوصف                                             | الوصف | المساحه بالبايت |
| Hex                                      | Dec                                      | الوصف                                             | الوصف | المساحه بالبايت |
| ---------------------------------------- | ---------------------------------------- | ------------------------------------------------- | --- | --------------- |
| +000h                                    | +0                                       | Bootstrap code area (part 1)                      | Bootstrap code area (part 1) | 218             |
| +0DAh                                    | +218                                     | 0000h                                             | Disk timestamp (optional, MS-DOS 7.1-8.0 (Windows 95B/98/98SE/ME), alternatively can serve as OEM loader signature with NEWLDR) | 2               |
| +0DCh                                    | +220                                     | original physical drive (80h etc.)                | Disk timestamp (optional, MS-DOS 7.1-8.0 (Windows 95B/98/98SE/ME), alternatively can serve as OEM loader signature with NEWLDR) | 1               |
| +0DDh                                    | +221                                     | seconds (0..59)                                   | Disk timestamp (optional, MS-DOS 7.1-8.0 (Windows 95B/98/98SE/ME), alternatively can serve as OEM loader signature with NEWLDR) | 1               |
| +0DEh                                    | +222                                     | minutes (0..59)                                   | Disk timestamp (optional, MS-DOS 7.1-8.0 (Windows 95B/98/98SE/ME), alternatively can serve as OEM loader signature with NEWLDR) | 1               |
| +0DFh                                    | +223                                     | hours (0..23)                                     | Disk timestamp (optional, MS-DOS 7.1-8.0 (Windows 95B/98/98SE/ME), alternatively can serve as OEM loader signature with NEWLDR) | 1               |
| +0E0h                                    | +224                                     | Bootstrap code area (part 2, code entry at +000h) | Bootstrap code area (part 2, code entry at +000h)                                                                               | 216 (max. 222)  |
| +1B8h                                    | +440                                     | 32-bit disk signature                             | Disk signature (optional, Windows NT/2000/Vista/7 and other OSes)                                                               | 4               |
| +1BCh                                    | +444                                     | 0000h                                             | Disk signature (optional, Windows NT/2000/Vista/7 and other OSes)                                                               | 2               |
| +1BEh                                    | +446                                     | Partition entry #1                                | Partition table (for primary partitions)                                                                                        | 16              |
| +1CEh                                    | +462                                     | Partition entry #2                                | Partition table (for primary partitions)                                                                                        | 16              |
| +1DEh                                    | +478                                     | Partition entry #3                                | Partition table (for primary partitions)                                                                                        | 16              |
| +1EEh                                    | +494                                     | Partition entry #4                                | Partition table (for primary partitions)                                                                                        | 16              |
| +1FEh                                    | +510                                     | 55h                                               | Boot signature | 2               |
| +1FFh                                    | +511                                     | AAh                                               | Boot signature | 2               |
| Total size: 218 + 6 + 216 + 6 + 4*16 + 2 | Total size: 218 + 6 + 216 + 6 + 4*16 + 2 | Total size: 218 + 6 + 216 + 6 + 4*16 + 2          | Total size: 218 + 6 + 216 + 6 + 4*16 + 2                                                                                        | 512             |

## روابط إضافية
- Article on Master Boot Record